# Diễn văn ngày 11 tháng 8 của Muhammad Ali Jinnah

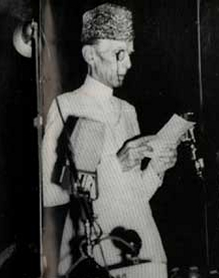
Lãnh tụ Vĩ đại (Quaid-i-Azam Muhammad Ali Jinnah đang đọc bài diễn văn ngày 11 tháng 8 năm 1947 trước Hội đồng Lập hiến Pakistan.

Diễn văn ngày 11 tháng 8 của Muhammad Ali Jinnah là một trong những diễn văn nổi tiếng nhất của Muhammad Ali Jinnah, người sáng lập và là lãnh đạo đầu tiên của Pakistan. Nó được Jinnah đọc vào ngày 11 tháng 8 năm 1947 trước Hội đồng Lập hiến Pakistan, và nội dung của nó miêu tả khái quát viễn kiến của Jinnah về tương lai của Nhà nước Pakistan sau này. Ông đề cao một chính phủ thống nhất, toàn diện và khách quan, tự do tôn giáo, pháp quyền, và khái niệm bình đẳng trước pháp luật.

## Tranh cãi về vai trò của Hồi giáo
Diễn văn của Jinnah có những phần nội dung nhấn mạnh về tự do tôn giáo và nhà nước thế tục. Một số đoạn lược dịch của các nội dung này như sau:
| “                      | Nếu như các bạn cùng hợp sức với nhau, gác lại quá khứ, xóa bỏ hận thù, các bạn sẽ thành công. Nếu các bạn thay đổi quá khứ và cùng làm việc với nhau, trên tinh thần là không cần xét nét người bên cạnh thuộc cộng đồng nào, quan hệ với bạn như thế nào trong quá khứ, mang màu da nào, thuộc đẳng cấp nào, tôn giáo nào, mà coi họ đều là công dân của Quốc gia với quyền lợi và nghĩa vụ ngang nhau, các bạn sẽ đạt được mục đích của mình. Chúng ta nên bắt đầu làm việc trên tinh thần đó và theo thời gian, sự hiềm khích giữa cộng đồng đa số và thiểu số, cộng đồng Ấn giáo và Hồi giáo sẽ biến mất. Hiềm khích này từng là rào cản lớn nhất ngăn chặn Ấn Độ trên con đường tiến tới tự do độc lập, không có nó có lẽ chúng ta đã được tự do từ lâu. Các bạn có quyền tự do được tham dự lễ ở đền thờ, ở miếu thờ, hay ở bất cứ nơi thờ phượng nào tại Quốc gia Pakistan. Các bạn có thể là thành viên của bất kỳ đẳng cấp hay cộng đồng tín ngưỡng nào, và đó không phải là vấn đề của Nhà nước. Chúng ta sẽ bắt đầu từ một nơi không có kỳ thị, không có phân biệt đối xử giữa cộng đồng này với cộng đồng khác, giữa tôn giáo này với tôn giáo khác, giữa đẳng cấp này với đẳng cấp khác. Chúng ta bắt đầu với nguyên tắc cơ bản đó là chúng ta đều là công dân của Quốc gia và hoàn toàn bình đẳng. Theo thời gian, người Ấn giáo sẽ không còn là Ấn giáo, người Hồi giáo sẽ không còn là Hồi giáo, nhưng không phải trên phương diện tôn giáo - vì tôn giáo là niềm tin riêng tư của mỗi cá nhân - mà là trên phương diện công dân của quốc gia. | ” |
| — Muhammad Ali Jinnah, | |   |

Đây là đoạn văn gây nhiều tranh cãi và nhiều vấn đề cho giới quan chức Cộng hòa Hồi giáo Pakistan cũng như giới lãnh đạo của Liên đoàn Hồi giáo, lý do là nó gây phương hại đến đặc tính và bản chất của Nhà nước Pakistan, một Nhà nước với nền tảng cốt lõi là đạo Hồi. Chính vì vậy đã có những nỗ lực nhằm kiểm duyệt và cắt bỏ phần nội dung trên, hoặc biện giải rằng đó chỉ là lời hứa nhằm trấn an cộng đồng thiểu số, hoặc cho rằng đó là "lời nói của ma quỷ" và được đưa ra khi Jinnah đang trong tình trạng sức khỏe rất yếu kém, hoặc cho rằng lời nói đó không đáng tin vì dầu sao Jinnah không phải là một tín đồ Hồi giáo ngoan đạo. Trong khi đó, những người theo chủ nghĩa thế tục ở Pakistan đã thường xuyên sử dụng văn kiện của Jinnah để đả phá các đảng phái Hồi giáo bảo thủ và trong nhiều trường hợp khiến phe bảo thủ phải ở thế bị động đối phó. Viễn kiến của Jinnah về bản chất của Pakistan là một trong những vấn đề gây nhiều tranh cãi tại đất nước này, ở đây mặc dù Pakistan được hình thảnh bởi phong trào của những người theo Hồi giáo, bản thân Jinnah từng là người đóng vai trò sứ giả của sự đoàn kết Ấn-Hồi.
Vào năm 2007, kỷ niệm 60 năm ngày Jinnah đọc bài diễn văn 11 tháng 8, đại diện các cộng đồng tôn giáo thiểu số như người Ấn giáo, Kitô giáo và Sikh đã đứng ra tổ chức một cuộc tuần hành lớn tại tháp Pakistan nhằm tuyên dương và yêu cầu chính phủ thực thi các ý tưởng của Jinnah trong bài diễn văn này.

## Một số phản ứng của phía Ấn Độ
Lal Krishna Advani, một chính trị gia cánh hữu Ấn Độ từng bị cáo buộc âm mưu ám sát Jinnah, đã có hành động khen ngợi ông này trong một chuyến thăm Pakistan và đánh giá cao bài diễn văn ngày 11 tháng 8. Tại Lăng Jinnah, Advani viết:
| “                     | Có nhiều người để lại dấu ấn không phai trong lịch sử. Nhưng chỉ có một số người tạo ra lịch sử. Lãnh tụ Vĩ đại Muhammad Ali Jinnah là một trong số hiếm hoi đó. Trong những năm đầu sự nghiệp, Jinnah được Sarojini Naidu miêu tả là đại sứ của tình đoàn kết của cộng đồng Ấn-Hồi. Diễn văn của ông trước Hội đồng Lập pháp Pakistan ngày 11 tháng 8 năm 1947 là tuyên cáo kinh điển về một nhà nước thế tục trong đó tất cả các cư dân đều có quyền tự do tôn giáo. Nhà nước không được phân biệt đối xử công dân viện dẫn vào đức tin của họ. Tôi xin bày tỏ sự kính trọng đối với con người vĩ đại này. | ” |
| — Lal Krishna Advani, | |   |

Phát biểu này đã gây tranh cãi và nhận nhiều chỉ trích dữ dội từ Đảng Nhân dân Ấn Độ (Bharatiya Janata Parti) mà Advani đang giữ vị trí lãnh đạo vốn xem Jinnah là kẻ đã gây chia cắt đất nước Ấn Độ.